# Język motu
Język motu (ang. Pure Motu, True Motu) – język austronezyjski używany przez 39 tys. członków ludu Motu – rdzennych mieszkańców południowo-wschodniego wybrzeża Papui-Nowej Gwinei w okolicach miasta Port Moresby.
Wyróżnia się dwa główne dialekty: wschodni i zachodni, które odpowiadają podziałom kulturowym i społecznym. W użyciu jest także język angielski, który stanowi język edukacji. W motu zaznaczyły się wpływy leksykalne języka angielskiego.
Z języka motu wywodzi się hiri motu. Różnice na płaszczyźnie fonologii i gramatyki sprawiają, że oba języki nie są wzajemnie zrozumiałe.
Jest najlepiej udokumentowanym spośród języków południowej Papui-Nowej Gwinei. Piśmiennictwo w języku motu (początkowo o charakterze edukacyjnym i religijnym) powstało w II poł. XIX w. Był pierwszym językiem Papui-Nowej Gwinei, który zaczęto badać i wykorzystywać w celach alfabetyzacyjnych (upowszechniania umiejętności czytania i pisania) w tym kraju. Służył jako lingua franca w działalności misjonarskiej.
Jest zapisywany alfabetem łacińskim.